# Nicolas Engel (réalisateur)
Pour les articles homonymes, voir Nicolas Engel et Engel.
Nicolas Engel est un scénariste, adaptateur et réalisateur français.

## Biographie
Nicolas Engel écrit et réalise des films travaillant la forme de la comédie musicale. Son court métrage chanté La Copie de Coralie est primé à la Semaine de la critique au Festival de Cannes 2008. Un DVD réunissant ses courts métrages musicaux est édité par Chalet Pointu. En 2024 il co-écrit et co-réalise avec Nicolas Birkenstock le documentaire chanté Les Sirènes de Dieppe.
Au théâtre il signe l’adaptation française des comédies musicales Le Fantôme de l’Opéra, Chicago, Grease (Théâtre Mogador, Paris), Les Producteurs (Théâtre de Paris), Peter Pan et Tootsie (Théâtre Saint-Denis, Montréal). Il reçoit le Prix de l’Adaptation aux Trophées de la comédie musicale 2022 pour Les Producteurs. Le spectacle reçoit aussi le Molière 2022 du Meilleur Spectacle Musical.
Il est également auteur du livret de l’Opéra pour enfants Les 2 Léo sur des musiques de Raphael Bancou (Opéra de Vichy). et du livret du spectacle musical Bonsoir Monte-Carlo (Opéra de Monte-Carlo) .

## Filmographie

### Réalisateur
Courts métrages
- 2005 : Les Voiliers du Luxembourg
- 2008 : La Copie de Coralie
- 2008 : Un Premier Amour (dans le cadre de collection « Mes 20 ans » pour Arte)
- 2010 : Le Crocodile du Dniepr (dans le cadre de La Collection de Canal +)
- 2011 : Les Pseudonymes
- 2020 : Les Mots Croisés (Rose Hotel)
- 2022 : Déjà-vue

#### Documentaires
- 2016 : Histoire d'Élise Caron
- 2024 : Les sirènes de Dieppe (co-réalisé avec Nicolas Birkenstock)

## Théâtre

### Auteur
- 2007 : Une partie de cache-cache, musique de Raphaël Callandreau, Théâtre de l’épée de bois, Théâtre l’ARTicle, Paris
- 2022 : Cara Mia, la Sirène à Barbe, Dieppe
- 2023 : Les 2 Léo, opéra pour enfants, musique de Raphael Bancou, mise en scène de Guillaume Nozach, Opéra de Vichy
- 2025 : Bonsoir-Monte-Carlo, spectacle musical sur Joséphine Baker, mise en scène Davide Livermore, Opéra de Monte-Carlo

### Adaptateur
- 2017 : Grease, musique et livret de Jim Jacobs et Warren Casey, Théâtre Mogador, Paris
- 2018 : Chicago, musique de John Kander, livret de Bob Fosse et Fred Ebb, Théâtre Mogador, Paris
- 2020 : Le Fantôme de l’Opéra - version concert, musique d’Andrew Lloyd Webber, livret de Charles Hart et Richard Stilgoe, Monument National & Théâtre St-Denis, Montréal et Grand Théâtre de Québec
- 2021 : Les Producteurs de Mel Brooks et Thomas Meehan, mise en scène d'Alexis Michalik, Théâtre de Paris
- 2024 : Tootsie de David Yazbek et Robert Horn, mise en scène d’Alexis Pitkevicht, Théâtre Saint-Denis, Montréal
- 2025 : Peter Pan de Carolyn Leigh et Mark Charlap, mise en scène de Luc Guérin, Théâtre Saint-Denis, Montréal

## Distinctions et récompenses
- 2005 : prix de la presse au Festival de Nice pour Les Voiliers du Luxembourg
- 2008 : Rail d’Or du meilleur court-métrage à la Semaine de la critique pour La Copie de Coralie
- 2009 : Ellen Award for Most Original Film, Aspen Shortsfest pour La Copie de Coralie
- 2011 : Meilleur film, Meilleur réalisateur et Meilleure musique au Festival La Cabina pour Les Pseudonymes
- 2012 : Ours d'or du Meilleur moyen métrage, Festival des Nations (Ebensee) pour Les Pseudonymes[4]
- 2022 : Prix de l’Adaptation aux Trophées de la comédie musicale 2022 pour Les Producteurs
- 2025 : Prix CIRCOM 2025 des diffuseurs régionaux européens pour Les Sirènes de Dieppe – Catégorie Diversité [5].